# Ålö
Ålö este o arie protejată (arie specială de conservare — SAC, sit de importanță comunitară — SCI) din Suedia întinsă pe o suprafață de 55,4 ha, integral pe uscat.

## Localizare
Centrul sitului Ålö este situat la coordonatele 58°54′55″N 18°11′44″E / 58.9154°N 18.1955°E.

## Înființare
Situl Ålö a fost declarat sit de importanță comunitară în iunie 2001 pentru a proteja 1 specie de plante. Situl a fost protejat și ca arie specială de conservare în martie 2011.

## Biodiversitate
Situată în ecoregiunile boreală și marină baltică, aria protejată conține 4 habitate naturale: Pante stâncoase silicioase cu vegetație casmofită, Taiga vestică, Păduri caducifoliate de mlaștină fino-scandinave, Păduri fino-scandinave bogate în ierburi cu Picea abies.
La baza desemnării sitului se află o specie protejată de  plante: Buxbaumia viridis.